# Bakauheni

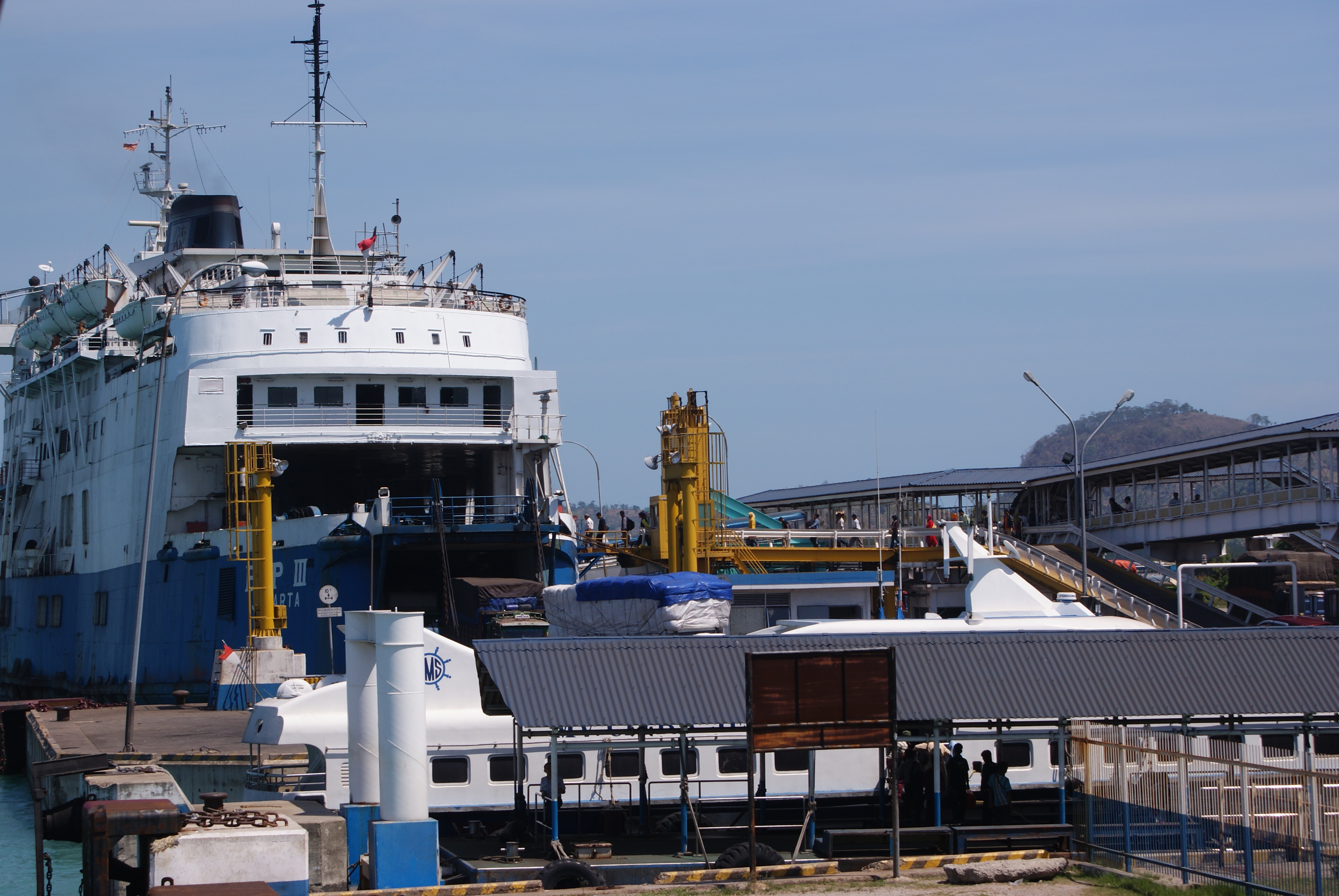
Ferry dans le port de Bakauheni

Bakauheni est une ville d'Indonésie située dans la province de Lampung, dans le sud de l'île de Sumatra. C'est le port d'embarquement pour les ferrys à destination de Merak sur l'île de Java de l'autre côté du détroit de la Sonde. 